# Iporá Esporte Clube
El Iporá EC es un equipo de fútbol de Brasil que juega en el campeonato Brasileño de Serie D, la cuarta división nacional; y en el Campeonato Goiano, la primera división del estado de Goiás.

## Historia
Fue fundado el 1 de enero de 2000 en la ciudad de Iporá del estado de Goiás y participa en la segunda categoría del Campeonato Goiano en ese año, donde terminaron en penúltimo lugar en 2001 y descendieron a la tercera división estatal.
En 2005 regresa a la segunda división estatal, donde estuvo hasta 2016 cuando logra el ascenso a la primera división estatal por primera vez. En su primera temporada en la primera categoría estatal logró vencer al gigante estatal Goiás de visitante y consiguiendo por primera vez el ascenso al Campeonato Brasileño de Serie D, con lo que es su primera participación en un torneo a nivel nacional.
En su debut en la Serie D de 2018 se ubicó en el grupo 10, en el cual clasificó a segunda fase tras terminar primero en su grupo. En segunda ronda eliminó a Novoperário del estado de Mato Grosso del Sur. En tercera ronda cayó eliminado ante Treze, así finalizó en el puesto 9 de 68 equipos. Clasificó a la Serie D del año siguiente como uno de los mejores tres equipos en el Goiano de 2018, mientras que también clasificó a la Copa Verde del año siguiente debido a su Ranking CBF.
En la Serie D de 2019 superó la primera ronda al ganar su grupo, en la segunda ronda eliminó por 5-2 en el marcador global al Uniao Rondonópolis del estado de Mato Grosso, pero es eliminado en la tercera ronda por el Juazeirense del estado de Bahía en penales, finalizando en el puesto 12 de 68 equipos. En la Copa Verde logró alcanzar la segunda ronda, cuando eliminó en la primera al Real Noroeste, mientras que en la segunda cayó en penales ante Cuiabá, equipo que a la postre se consagraría campeón del torneo.
En las ediciones de 2019 y 2020 del Campeonato Goiano no logró clasificar a ningún torneo nacional o regional, encontrándose más cerca de los puestos de descenso que a una clasificación a un torneo nacional. En el Campeonato Goiano de 2021 finalizó en sexta posición, sin volver a clasificar a ningún torneo, sin embargo, a finales de año Aparecidense logró ser campeón de la Serie D, ascendiendo a la Serie C, cediendo así su cupo para la Serie D de 2022 al Iporá, equipo mejor ubicado en la tabla general que no se había clasificado.
En el Campeonato Goiano 2022 logró su mejor actuación hasta la fecha en este torneo estatal, ya que alcanzó las semifinales, ronda donde cayó eliminado ante Goiás, a pesar de habar ganado el partido de vuelta por 3-2, debido a que en el partido de ida perdió 2-0. Finalizó el torneo en cuarta posición, clasificando así por cuarta vez a la Serie D.